# كازواكي تاناهاشي
كازواكي تاناهاشي (باليابانية: 棚橋一晃) هو كاتب ومترجم ياباني، ولد في 1933 في اليابان.

## وصلات خارجية
- كازواكي تاناهاشي على موقع ميوزك برينز (الإنجليزية)